# Patrick McDonough
Patrick McDonough, né le 22 juillet 1961 à Long Beach en Californie, est un coureur cycliste américain. Lors des Jeux olympiques de 1984 à Los Angeles, il a obtenu la médaille d'argent de la poursuite par équipes. Il a plus tard admis avoir usé de dopage sanguin (en) lors de ces Jeux. Un tiers des cyclistes de l'équipe américaine y ont reçu des transfusions sanguines. Le dopage sanguin a été interdit par le Comité international olympique en 1985, bien qu'il ne fut alors pas détectable.

## Palmarès

### Jeux olympiques
- Los Angeles 1984
  -  Médaillé d'argent de la poursuite par équipes

### Championnats nationaux
Champion des États-Unis de poursuite par équipes en 1981 et 1982